# Knut Röriksson
Knut Röriksson, död 895, var en engelsk monark. Han var kung av Kungariket Jorvik (kung av Södra Northumbria och York) 894–895. 